# Wulik
La rivière Wulik est un cours d'eau d'Alaska, aux États-Unis situé dans le borough de Northwest Arctic.

## Description
Longue de 80 milles (129 km), elle prend sa source dans les montagnes De Long à 5 milles (8 km) de la montagne Sheep et coule en direction du sud-ouest vers le grau Kivalina, à l'est de Kivalina, et à 42 milles (68 km) au nord-ouest de Noatak.

## Dénomination
Son nom eskimo a été référencé par le lieutenant G.M. Stoney en 1886.

## Modifications écologiques liées au réchauffement climatique
Le réchauffement climatique est ressenti dans toute l'Alaska.
L'un de ses effets notables est une remontée des zones boisées vers le nord et des changements écologiques marqués.
Le bassin hydrographique la zone de la Wulik a été suivi par satellite sur plusieurs décennies, montrant une modification des paysages (progression et élargissement de zones humides, et densification de la végétalisation, corrélativement à une remontée vers le nord d'une espèce ingénieur (Castor canadensis). 

Cette espèce restaure ses  populations décimées par le piégeage par les trappeurs qui l'avaient éliminé d'une grande partie de son aire naturelle de répartition aux 18e et 19e siècles ; Dans la taïga riche en arbres ses barrages et canaux stockent de l'eau en été, limitant les risques d’incendie et d’érosion et favorisant la restauration de tourbières (puits de carbone), tout en contribuant en hiver à libérer un peu de CO2 et de méthane provenant dans l'atmosphère. 
Dans la toundra (dépourvue d’arbres) le Castor peut dans les zones buissonnantes créer de nouveaux chenaux accélérant le dégel du pergélisol en exacerbant localement le changement climatique.
Le Castor peut contribuer à drainer, créer ou reconfigurer des zones humides thermokarstiques (étendues d’eau issues de la fonte du pergélisol), mais aussi à produire des tourbières thermokarstiques, et peut-être au développement de taliks. Il peut ainsi également restaurer des habitats propices au saumon du Pacifique qui remonte vers les sources des nutriments utiles aux écosystèmes.
Son activité d'espèce ingénieur conduit à des réponses écopaysagères (positives et/ou négatives) jugés en 2017 encore difficiles à anticiper et prendre en compte dans les modèles écosystémiques.

## Sources
- (en) « Wulik », Geographic Names Information System